# تویوتا کاتا
 تویوتا کاتا یک کتاب مدیریتی است که توسط مایک روتر تهیه شده‌است. در حال حاضر در سیستم تولید تویوتا از روش کاتا که سبب بهبود مداوم فرایندها است استفاده می‌کنند.
برای نخستین بار، روالهای سازمانی این شرکت موسوم به کاتا موفقیت خود را با پیشرفت و بهبود مستمر به دست آورد.

## بررسی اجمالی
در بخشهایی از این کتاب همچنین به مواردی فراتر از تویوتا اشاره می‌کند تا مسائل مربوط به رفتارهای انسانی در سازمان‌ها را توضیح دهد و پاسخهای ویژه به سؤالاتی ازقبیل:
-آیا می‌توانیم بخشی از کارهای روزمره را در سراسر سازمان بهبود و سازگار کنیم؟
-چگونه می‌توانیم توانایی همه را توسعه دهیم و از آن استفاده کنیم تا به‌طور مکرر به سطوح جدید از بهبود عملکرد برسیم؟
-چگونه می‌توانیم به سازمان قدرت تحمل شرایط پویا، غیرقابل پیش‌بینی و همچنین رضایت مشتری را حفظ کنیم؟
کتاب دربارهٔ این موضوع هستش که چطور هر سازمانی در هر صنعتی می‌تواند روال‌های مدیریت سنتی خود را کنار گذاشته، و نتایج به مراتب متفاوت تر و بهتری به‌دست‌آورد.
این کتاب شما را با اتفاقی که در پشت پرده شرکت تویوتا افتاده‌است آشنا می‌کند و نتیجه شش سال تحقیق در کارهای روزمره مدیریت کارمندان تویوتا را بررسی و توضیح می‌دهد. تویوتا با ارائه این بینش جدید در شیوه‌های مدیریت افسانه ای خودروسازی و راهنمایی‌های عملی برای رشد افراد به روشی که بهترین استفاده را از توان مغزی خود کنند را ارائه می‌دهد.
چیزی که نویسنده در این کتاب مطرح می‌کند راه حلی که سبب رقابتی پایدار و بقای طولانی مدت را فراهم کند نیست، بلکه دستیابی سازمان به روالی مؤثر برای توسعه راه حل‌های مناسب به صورت مکرر در مسیرهای غیرقابل پیش‌بینی است. این امر مستلزم آموزش مهارت‌های خاصی است که در طول کتاب به آنها می‌پردازد.
مایک روتر چگونگی بهبود روش مدیریت غالب ما را با استفاده از دو کاتا توضیح می‌دهد:
بهبود کاتا
مربیگری کاتا

## بهبود کاتا
بهبود کاتا: روال تکراری برای ایجاد شرایط اهداف چالش‌برانگیز، کار گام به گام با وجود موانع و یادگیری پیوسته از مشکلاتی که با آنها روبرو می‌شویم. بهبود کاتایک روال برای انتقال از وضعیت فعلی به یک وضعیت جدید به روشی خلاقانه، جهت دار و معنادار است.
این روال مبتنی بر یک مدل چهار بخشی است:
1. -با در نظر گرفتن یک دید یا جهت …
2. شرایط فعلی را درک کنید.
3. شرایط مورد نظر بعدی را تعیین کنید.
4. به‌طور پیوسته به سمت آن شرایط حرکت کنید، که این امر سبب کشف موانعی که باید روی آن کار کنید می‌شود.

برخلاف سایر رویکردهایی که سعی در پیش‌بینی مسیر و اجرا دارند، کاتا روی یافته‌هایی که در طول مسیر رخ می‌دهد تمرکز کرده‌است. تیم‌هایی که از کاتا استفاده می‌کنند یادمی‌گیرند که تلاش کنند تا به هدف برسند و بر اساس آنچه که یادمی‌گیرند خود را منطبق کنند.
Toyota کتاب Toyota Kata اظهار می‌کند که الگوی تفکر و رفتار-کاتا فراگیر است. نه تنها در تجارت بلکه در آموزش، سیاست، زندگی روزمره و غیره کاربرد دارد. پیام اصلی کتاب این است که وقتی مردم یک کاتا را برای نحوه ادامه کار از طریق قلمرو نامشخص تمرین می‌کنند و یادمی‌گیرند، نیازی به ترس از موانع، تغییرات و ناشناخته‌هایی که در طول مسیر با آنها مواجه می‌شوند ندارند. به جای تلاش برای حفظ یقین بر اساس دیدگاه شخصی، می‌توانند اعتماد به نفس را از طریق عدم قطعیت به‌دست آورند.

## مربیگری کاتا
مربیگری کاتا: الگویی از آموزش «بهبود کاتا» که به کارمندان در هر سطح و همچنین اطمینان از ایجاد انگیزه در روش تفکر و عمل آنها کمک می‌کند. با جزئیات واضح، نمونه‌های عملی فراوان و توضیحی منسجم از ابتدا تا انتها.
تویوتا کاتا به مدیران و مجریان در هر سطحی روال‌های عملی فکری و رفتاری که نتایج مطلوب تر و مزیت رقابتی پایدار ارائه می‌دهد.